# جاك كليمنس
جاك كليمنس (بالهولندية: Jacques Clemens)‏ هو كاهن كاثوليكي هولندي، ولد في 11 يوليو 1909 في لاهاي في هولندا، وتوفي في 7 مارس 2018 في Loverval ‏ في بلجيكا.